# 布罗 (上普罗旺斯阿尔卑斯省)
布罗（法語：Braux，法語發音：[bʁo]）是法国上普罗旺斯阿尔卑斯省的一个市镇，属于卡斯泰拉讷区。

## 地理
布罗（43°59'9"N, 6°42'1"E）面积11.67 平方千米，位于法国普罗旺斯-阿尔卑斯-蓝色海岸大区上普罗旺斯阿尔卑斯省，该省份为法国东南部内陆省份，北起上阿尔卑斯省，西接沃克吕兹省，西北接德龙省，南至瓦尔省，东临滨海阿尔卑斯省，东北部与意大利接壤。
与布罗接壤的市镇（或旧市镇、城区）包括：阿诺特、卡斯泰莱莱索塞、勒菲日雷、圣伯努瓦。

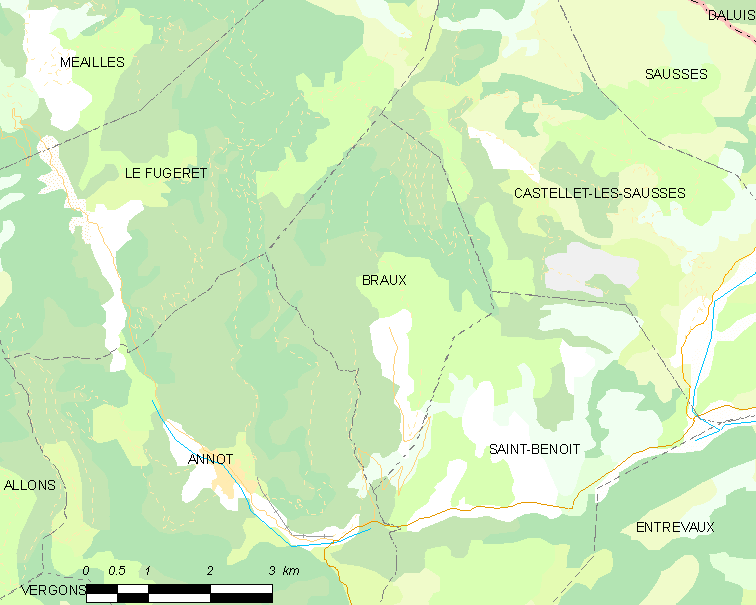
的OSM定位图

布罗的时区为UTC+01:00、UTC+02:00（夏令时）。

## 行政
布罗的邮政编码为04240，INSEE市镇编码为04032。

## 政治
布罗所属的省级选区为卡斯泰拉讷县。

## 人口

1962-2008年间人口变化图示

布罗于2022年1月1日时的人口数量为134人。